# Campylaspis ledoyeri
Campylaspis ledoyeri is een zeekommasoort uit de familie van de Nannastacidae. De wetenschappelijke naam van de soort is voor het eerst geldig gepubliceerd in 2003 door Petrescu & Wittman.